# 중도우파 정당 목록
다음은 세계 중도우파 정당 목록이다. 중도우파 정당들은 대개 보수주의를 표방하는 경우가 많아서 중도우파 정당은 보수주의 정당과 동의어로 쓰이는 경우가 많지만 국민의당이나 독일 자유민주당처럼 보수주의를 표방하지 않고 자유주의를 표방하는 정당들도 있고, 보수주의 정당들이라고 다 중도우파 스펙트럼의 정당이 아니기 때문에 엄연히 다르다.

## 중도우파 정당 목록

### 가
- 그리스: 신민주주의당

### 나
- 노르웨이: 우파당, 기독교민주당
- 뉴질랜드: 뉴질랜드 국민당[1]
- 네덜란드: 자유민주국민당, 기독교민주당 아펠

### 다
- 독일: 독일 기독교민주연합[2], 바이에른 기독교사회연합, 자유보수개혁당
- 대한민국: 민주평화당[3]
- 덴마크: 좌파당, 보수인민당, 자유동맹, 기독교민주당

### 라
- 러시아: 성장당

### 마
- 멕시코: 국민행동당, 멕시코 환경주의 녹색당
- 몽골: 민주당
- 미국: 공화당
- 마케도니아: 내부 마케도니아 혁명 기구-마케도니아 국민통합민주당

### 바
- 벨기에: 신플람스 연맹, 기독교민주당과 플람스, 열린 플람스 자유민주당, 혁신운동, 데피, 프로DG, 자유진보당
- 불가리아: 유럽 발전을 위한 불가리아 시민, 강한 불가리아를 위한 민주당, 검열 없는 불가리아
- 북아일랜드: 얼스터 연합당, 북아일랜드 보수당
- 브라질: 진보당, 공화당, 사회민주당, 민주당

### 사
- 세르비아: 세르비아 진보당, 세르비아 민주당
- 슬로바키아: 자유와 단결, 평범한 사람과 독립적인 인격, 모스트-히드, 우리는 가족, 시에티, 헝가리 공동체당, 노바, 기독교민주운동
- 슬로베니아: 슬로베니아 민주당
- 스위스: 스위스 자유민주당, 스위스 기독교민주인민당, 스위스 보수민주당
- 스웨덴: 온건당, 중앙당, 기독교민주당, 자유당
- 스페인: 국민당, 바스크 국민당
- 스코틀랜드: 스코틀랜드 보수당
- 싱가포르: 인민행동당

### 아
- 아르헨티나: 공화주의제안당
- 아이슬란드: 독립당, 부흥당
- 아일랜드: 피너 게일, 피어너 팔
- 에스토니아: 에스토니아 개혁당, 조국과 공화국을 위한 연합, 에스토니아 자유당
- 영국: 보수당
- 오스트리아: 오스트리아 국민당
- 오스트레일리아: 오스트레일리아 보수연립, 오스트레일리아 자유당, 오스트레일리아 국민당, 퀸즐랜드 자유국민당, 가족우선당
- 우크라이나: 전우크라이나 연합 "조국", 유럽연대
- 유럽연합: 유럽 국민당
- 이스라엘 : 리쿠드, 쿨라누, 이스라엘은 우리의 집
- 이탈리아 : 포르차 이탈리아, 중도우파 연합
- 일본: 공명당, 국민민주당[4]
- 알바니아: 알바니아 민주당
- 웨일스: 웨일스 보수당

### 자
- 조지아: 자유운동-유럽 조지아
- 중화민국: 중국 국민당, 친민당

### 차
- 체코: ANO 2011, 시민민주당, 기독교민주연합-체코슬로바키아 인민당, TOP 09, 시장과 독립

### 카
- 캐나다 : 보수당
- 키프로스 : 민주집회당
- 크로아티아 : 크로아티아 민주연합, 독립연대목록

### 타
- 태국 : 민주당

### 파
- 파키스탄 : 파키스탄 무슬림 연맹 나와즈파
- 폴란드 : 시민연합, 시민 연단, 동맹당, 폴란드 인민당, 쿠키스15
- 포르투갈 : 사회민주당, 인민당
- 프랑스 : 공화당, 민주운동, 민주당-무소속 연합, 신중도당
- 핀란드 : 기독교민주당, 국민연합당, 청색미래당
- 필리핀 : 기독교인 무슬림 민주당

### 하
- 헝가리 : 기독교민주인민당, 모멘툼 운동, 요비크[5], 자유당
- 홍콩 : 민주건항협진연맹, 자유당

## 같이 보기
- 정당 목록
  - 중도주의 정당 목록
  - 우익 정당 목록
- 중도민주 인터내셔널
- 국제민주연합
- 자유보수주의 정당 목록